# Institute of Cetacean Research
Das Institute of Cetacean Research (ICR, jap. 日本鯨類研究所, Nihon geirui kenkyūjo, dt. „Japanisches Walforschungsinstitut“) ist offiziell eine japanische Non-Profit-Organisation in Tokio, die sich nach eigener Darstellung der wissenschaftlichen Untersuchung und dem industriellen Fang von Walen widmet. Von Walfanggegnern wird dem ICR vorgeworfen, dass es sich beim Walfang zu Forschungszwecken nur um eine Umgehung der Fangquoten handle und weiterhin kommerzieller Walfang betrieben werde. 

## Geschichte
Gegründet wurde es 1947 als Stiftung Geirui Kenkyūjo (鯨類研究所, engl. Whale Research Institute), welches wiederum aus dem 1941 gegründeten Nakabe Kagaku Kenkyūjo (中部科学研究所, engl. Nakabe Scientific Research Centre) hervorging.
Das Institut erhielt seine Daten aus dem kommerziellen Walfang Japans, bis 1986 die Internationale Walfangkommission alle Quoten für kommerziellen Walfang auf Null setzte und darauf die Neugründung des Institute of Cetacean Research erfolgte. Das Institut übernahm die gesamte Walfangflotte des Landes und führt den Walfang fort; teilweise zu wissenschaftlichen Zwecken, um die kommerziellen Aktivitäten zu rechtfertigen.
Das ICR hat die Walfangflotte beim Unternehmen Kyōdō Sempaku K.K. (共同船舶株式会社, dt. etwa: „Schiffskooperation“) gechartert, Japans größtem Betreiber für Walfangschiffe. Nachdem im April 2006 fünf Großunternehmen aus der Beteiligung an dem Betreiber ausgestiegen waren, übernahm das ICR selbst einen Teil dieser Beteiligungen.

## Kritik

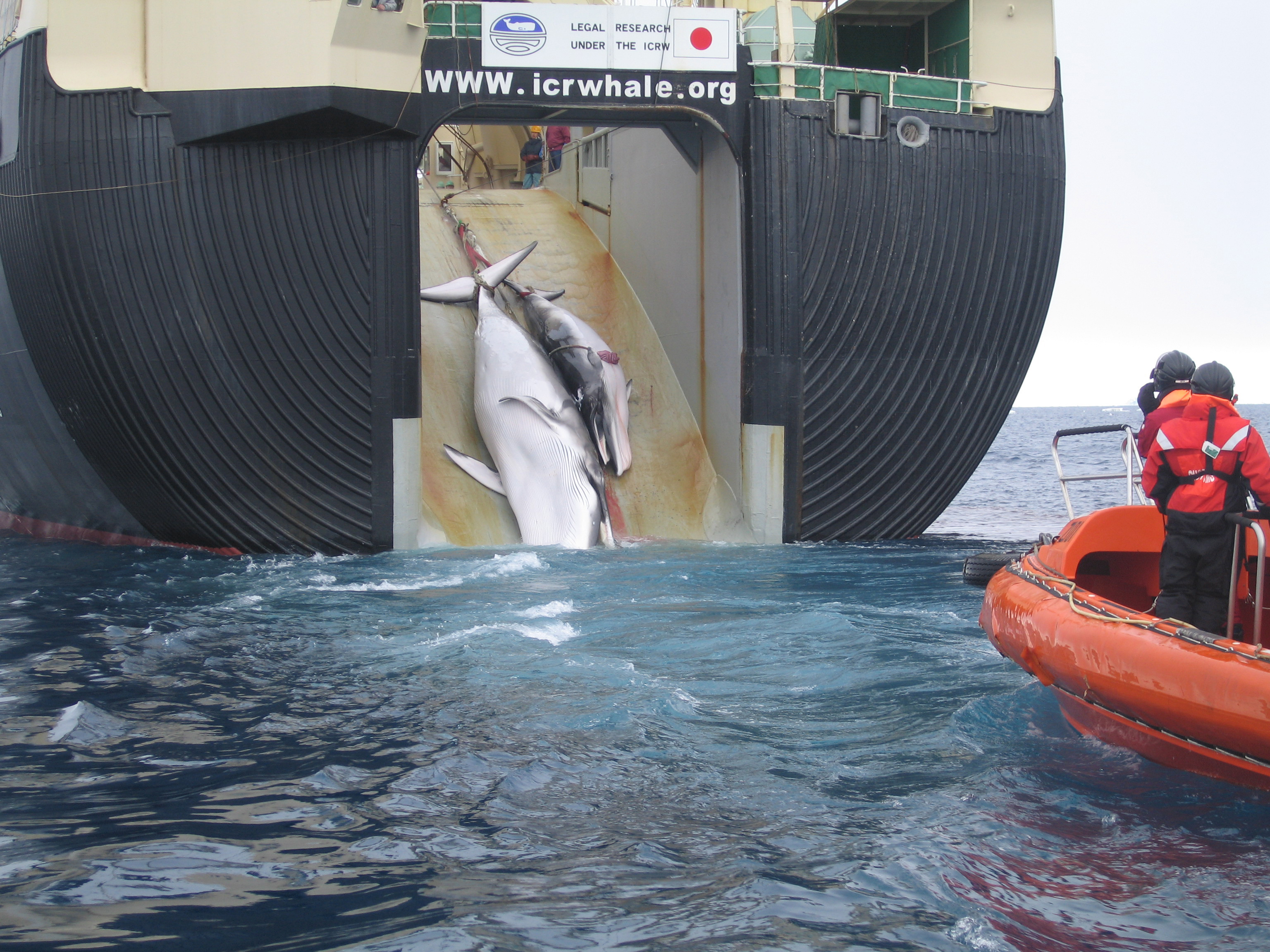
Getötete Zwergwale, darunter ein einjähriges Jungtier, werden an Bord der Nisshin Maru geladen. Dieses Foto aus antarktischen Gewässern wurde im Jahr 2008 von australischen Zollbeamten während eines verdeckten Einsatzes aufgenommen.

Von Walfanggegnern wird dem ICR vorgeworfen, dass es sich beim Walfang zu Forschungszwecken nur um eine Umgehung der Fangquoten handle und weiterhin kommerzieller Walfang betrieben werde. Einer der Anhaltspunkte dafür sei der Verkauf des Walfleisches an Fischmärkte, der einen Teil der Ausgaben des ICR deckt. Dem wird entgegengesetzt, dass Walfleisch in Japan nur gering nachgefragt werde und somit aus dem Walfang kein Profit geschlagen werden könne. Es wird geschätzt, dass das ICR pro Jahr ca. 10 Millionen Euro an Subventionen von der japanischen Regierung benötigt. Zudem wird von den Regularien der Internationalen Walfangkommission (IWC) vorgeschrieben, dass das Fleisch von zu wissenschaftlichen Zwecken gefangenen Walen zwingend weiterverwendet werden muss. Ein anderer Anhaltspunkt der Gegner ist die Größe der Flotte und ihre Ausrichtung auf die Fleischverarbeitung, beispielsweise mit Fabrikschiffen wie der Nisshin Maru.
Der Präsident des Wissenschaftlichen Komitees der IWC, Arne Bjorge, äußerte zwar, dass der japanische Beitrag zur Walforschung auch nicht zu vernachlässigen sei. Walfanggegner bemängeln jedoch, dass das ICR quantitativ wenige aufschlussreiche Forschungsergebnisse vorweisen könne und diese Ergebnisse in einem ungleichen Verhältnis zur Tötung tausender Wale stünden. Kritisch äußern sich auch zwanzig Mitglieder des wissenschaftlichen Komitees der IWC: „Nur wenige für die IWC signifikante Erkenntnisse können ausschließlich durch Walfang ermittelt werden, so dass es unmöglich erscheint, das Töten von Tieren auf dieser Basis zu vertreten.“
Das ICR entgegnet Kritikern, dass das Moratorium der IWC nach eigener Interpretation den Zweck habe, den kommerziellen Walfang zeitweilig auszusetzen, bis mehr Daten über Wale gesammelt seien. Laut Joji Morishita vom ICR erfülle Japan nur den Auftrag, die Walforschung voranzutreiben. Auch das ICR habe das Ziel, das Fortbestehen der Wale zu sichern. Diese Position stößt jedoch auf Unverständnis, da einige der gejagten Arten, wie der Finnwal, aus verschiedenen Gründen vom Aussterben bedroht sind. Die Walbestände können sich daher nicht erholen, was den eigentlichen Hintergrund des Moratoriums darstellt.